# 宿場

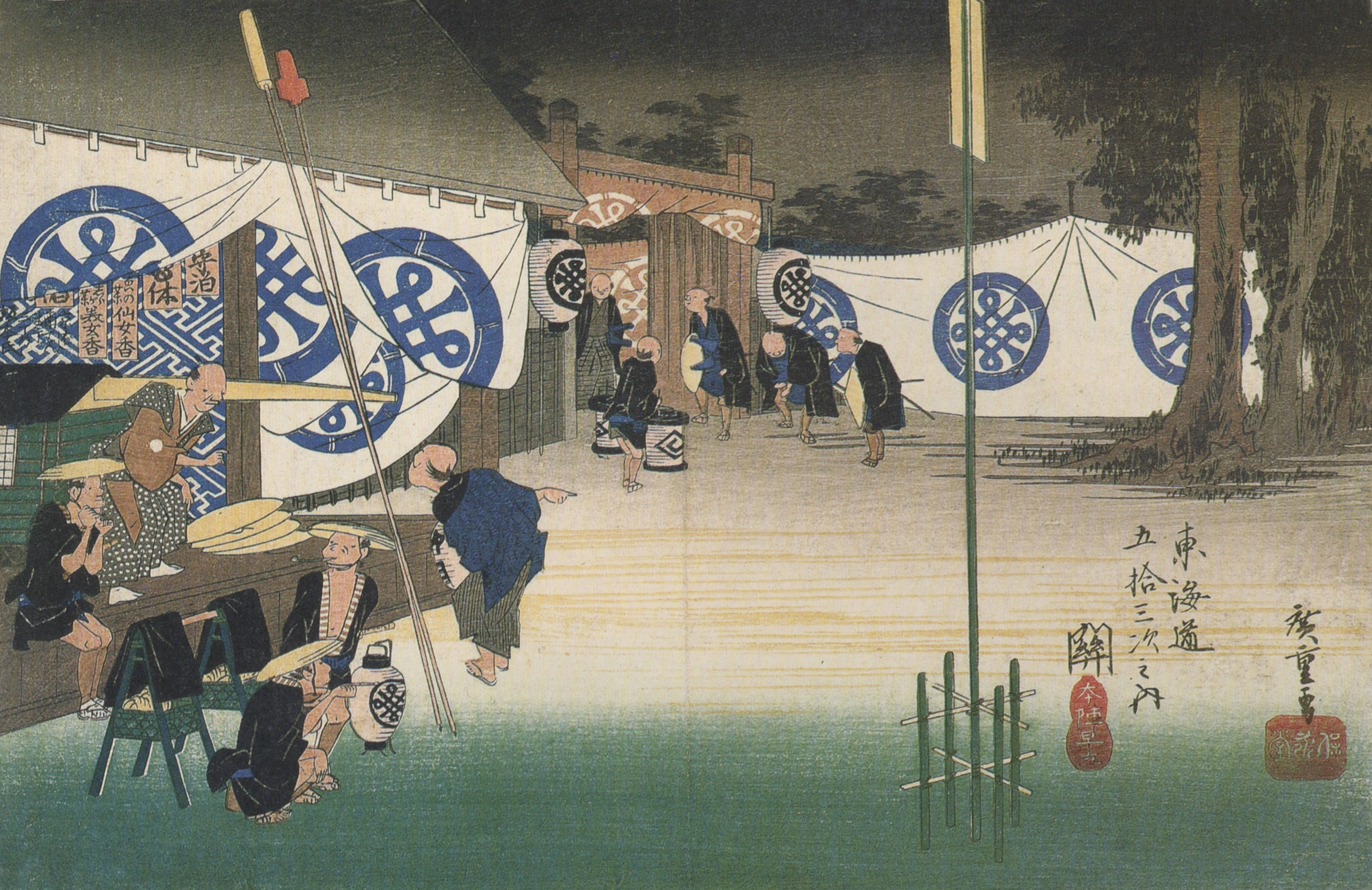
東海道關宿的本陣
浮世繪畫師歌川廣重繪

宿場（日语：／ Shukuba），也稱宿驛，是舊時日本為了傳驛系統所需而於五街道及脇往還上設立的町場，相當於古代的驛站或現代的公路休息站、服務區。隨著鐵公路的發達，失去功能的宿場多已不復存在，只有少數仍保存舊貌而轉型為觀光區。以宿場為中心形成的街町稱作宿場町。

## 概述
宿場的建設遠從奈良時代之前即已開始，近代的宿場則為關原之戰後的江戶時代，在德川家康的指示下進行系統性的規劃整建。首先由最主要的幹道東海道展開，之後擴及中山道、甲州街道等。1601年東海道上由品川到大津定出了53個宿場，即所謂的東海道五十三次。53個宿場中最後完成的是庄野宿，落成時已是1624年了。宿場的機能一直持續到明治時代，由於路上交通已轉為鐵路運輸，宿場才因而沒落或轉型。

## 設施
宿場是為了完善傳驛系統而建造的，因此和一般村落不同，有一些特殊的設施。
- 問屋場：備有政府的驛馬和信差，以便接替與換乘。不足時會向宿場周圍稱為「助鄉」的村莊徵調。
- 本陣：專供武士、官吏宿泊的場所，常常是指定當地富有人家的宅邸做為本陣。
- 脇本陣：比本陣次一級的宿泊場所，主要也是供武士、官吏休憩之用，不過有空間時也會提供給一般旅客使用。
- 高札場：立有告示牌，傳佈幕府政令的場所。
- 旅籠：一般旅客用的宿泊場所，附餐食。
- 木賃宿：也是一般旅客用的宿泊場所，但不附餐食，備有炊煮設備供旅客自炊。
- 茶屋：販賣茶水、簡餐、酒等的餐飲店。
- 商店
- 木戶：設在宿場邊緣（見附付近），木戶和木戶之間（見附和見附之間）即是宿場町。

助鄉、本陣、脇本陣等因為具有提供公家勞役的義務性，而且很難從中牟利，所以幕府也會給予這些地方一些特別的恩典以為奉公的回饋，例如地租減免、食米支給、優惠借貸等，這也是幕府為了確保傳驛系統穩定持續的配套措施。

## 保存情況
一些宿場迄今仍保有明治時期的風貌，日本政府已將其列為文化遺產加以保護或復元。
| 宿名     | 所在街道   | 所在城鎮               | 照片 |
| -------- | ---------- | ---------------------- | ---- |
| 大內宿   | 會津西街道 | 福島縣南會津郡下鄉町   |      |
| 海野宿   | 北國街道   | 長野縣小縣郡東部町     |      |
| 奈良井宿 | 中山道     | 長野縣塩尻市           |      |
| 妻籠宿   | 中山道     | 長野縣木曾郡南木曾町   |      |
| 關宿     | 東海道     | 三重縣龜山市           |      |
| 熊川宿   | 若狹街道   | 福井縣三方上中郡若狹町 |      |
| 平福宿   | 因幡街道   | 兵庫縣佐用郡佐用町     |      |
| 大原宿   | 因幡街道   | 岡山縣美作市           |      |
| 智頭宿   | 因幡街道   | 鳥取縣八頭郡智頭町     |      |
| 木屋瀬宿 | 長崎街道   | 福岡縣北九州市八幡西區 |      |
| 内野宿   | 長崎街道   | 福岡縣飯塚市           |      |
| 塩田宿   | 長崎街道   | 佐賀縣嬉野市           |      |

## 關連項目
- 本陣、脇本陣
- 旅籠
- 間の宿（日语：間の宿）
- 飯盛女
- 遊廊
- 行館

## 外部連結
- 中仙道 （页面存档备份，存于）
- 東海道一人旅 （页面存档备份，存于）
- 甲州街道四十四次情報
- 奥州街道探訪記
- 小濱だんじりと小濱宿 （页面存档备份，存于）